# Meinte Abma
Meinte Jelles Abma (Folsgare, 2 september 1930) is een voormalig Nederlands politicus van het CDA.
Na de Rehoboth-mulo en de A-afdeling van de Rijks-HBS in Sneek te hebben doorlopen, werd hij volontair op de gemeentesecretarie van Sneek. Na 8 maanden werd hij overgeplaatst naar Schoonebeek waar hij bijna een jaar werkte, en daarna naar Zoelen (ruim twee jaar), Eibergen (een kleine drie jaar) en Wateringen (ruim drie jaar).
Hij behaalde in de avonduren de diploma's Gemeente-administratie I en Gemeente Financiën.
Van 1 juli 1960 tot 1973 werkte hij voor de gemeente Maartensdijk, laatstelijk als hoofd gemeentefinanciën en loco-secretaris. In die periode studeerde hij in zijn vrije tijd rechten in Utrecht waar hij uiteindelijk in oktober 1970 zijn doctoraal bestuursrecht haalde met als hoofdvakken staats- en administratief recht.
Meinte Abma is vanaf 1973 van diverse Friese gemeentes burgemeester geweest.